# Contaminatio
La contaminatio fue una técnica de composición escrita de los antiguos comediógrafos y escritores romanos que consistía en utilizar escenas de dos o más comedias griegas ya escritas para hacer una sola "nueva" en latín que las refundía. Las piezas refundidas solían provenir de autores de la comedia nueva griega (Dífilo, Filemón, Menandro, Apolodoro de Caristo...).

## Breve reseña histórica
El teatro latino en sus orígenes no era una creación original: traducía casi exclusivamente los espectáculos precedentes del teatro griego. Y así la historia de la literatura latina comienza en el 240 a. C. con un espectáculo teatral de Livio Andrónico copiado de un drama griego. 
El teatro romano, hasta aquel momento, era algo popular, fuertemente ligado a los ritos para la fertilidad de la naturaleza, como los Fescennini, o caracterizado por el uso de unas máscaras fijas de los mismos personajes típicos y dando amplio cauce a la improvisación, a menudo satírica, como es el caso de la farsa atelana. A partir de Nevio (261-201 a. C.) fue práctica habitual la contaminatio.
Cuando los romanos dieron vía libre a la realización de un teatro profesional en lengua latina, el modelo de referencia no podía ser otro que el teatro griego. Los autores romanos utilizaron la forma griega para acentuar lo que en la comedia se aproximaba más al gusto de los espectadores romanos: las situaciones equívocas, los dobles sentidos, la parodia, etc. Se produjo en cierto sentido una latinización de la comedia, que culmina cuando se ponen en escena tipos y costumbres de la vida cotidiana de Roma, surgiendo así la fábula togata.

## En qué consistía lacontaminatio
Sabemos desde Terencio (prólogo del Andria) que Nevio fue el más antiguo escritor latino que utilizó la técnica de la contaminatio. Antes de él, Livio Andrónico se limitó a la mera labor de traducción de las obras originalmente griegas. Nevio, sin embargo, “contaminaba” los textos, es decir, tomaba el mismo argumento de una pieza griega; pero no se limitaba a traducirla, como Andrónico, sino que la enriquecía con escenas nuevas de suyo y tomadas también de obras dramáticas griegas. Así que el escritor que utilizaba la contaminatio no escribía una pieza original en el sentido que pensamos hoy, sino que mezclaba al menos dos o incluso más para crear una nueva; sin embargo, la contaminatio fue un adelanto respecto a la simple traducción de Andrónico.

## Autores que utilizaban lacontaminatio
Desde Cneo Nevio en adelante todos los sucesivos comediógrafos y escritores latinos utilizaron tal técnica: Plauto, Ennio y Terencio, aunque no Cecilio Estacio, al parecer.
Obviamente, con el paso del tiempo, el público se cansó de asistir al mismo acto; de hecho, si el teatro griego hubiera sido prolífico, el número de obras que «contaminar» siempre sería escaso. Este fue el motivo por el que se desarrolló el teatro latino, que no habló más de personajes griegos, pero sí de personajes locales: así nacieron la fábula praetexta y la fábula togata.